# Steve Nelson (Musiker)
Steve Nelson (* 11. August 1954 in Pittsburgh, Pennsylvania) ist ein US-amerikanischer Vibraphonist und war mehr als ein Jahrzehnt Mitglied in Dave Hollands Quintett und Big Band. Er übernahm dort die Rolle, die üblicherweise ein Pianist hat.

## Leben und Wirken
Steve Nelson kam zum Vibraphon durch den Vater eines Freundes, George Monroe, der ein talentierter Amateurvibraphonist war. Er baute sich eine praktische Basis als Musiker auf, indem er mit den in Pittsburgh ansässigen Jazzmusikern spielte. Nelson studierte an der Rutgers University, deren Jazzzweig gerade aufgebaut wurde, erwarb sowohl den Bachelor- und Master-Titel in Musik und unterrichtete unter anderem an der Princeton University. Über die Zusammenarbeit mit Grant Green und dessen Album Idle Moments wurde er auf Bobby Hutcherson aufmerksam und nach einem einwöchigen Konzertbesuch setzte er sich für einen Vibraphonisten eher spät mit dessen Spielweise intensiv auseinander. Er trat weltweit auf Konzerten und Festivals auf und nahm als Leader seiner eigenen Gruppe auf. Er lebt in der Nähe von New York und trat gemeinsam mit vielen berühmten Musikern auf und machte mit ihnen Aufnahmen, darunter Kenny Barron, Bobby Watson, Mulgrew Miller, David „Fathead“ Newman, der ihn stark beeinflusste, Donald Brown, James Williams, Johnny Griffin und Jackie McLean. Drei Jahre spielte er mit George Shearing.
Im Jahr 2007 erschien sein Album Sound-Effect mit dem Pianisten Mulgrew Miller, Peter Washington am Bass und Lewis Nash am Schlagzeug. 2010 war er Mitglied im Dave Holland Quintett. Zu hören ist er u. a. auch auf Steve Davis’ Album Bluesthetic (2022).
Steve Nelson ist von Milt Jackson beeinflusst, und seine Soli zeichnen sich durch großen thematischen Einfallsreichtum aus, obwohl sein Gesamtsound nicht immer eingänglich oder leicht ist. Außerdem beherrscht er alle Techniken des modernen Vibraphonspiels seit Bobby Hutcherson virtuos, darunter das Spiel mit vier Schlägeln zur Begleitung anderer Solisten.

## Diskografische Hinweise
- Sound-Effect (High Note, 2007)
- Fuller Nelson (Sunny Side, 2004)
- New Beginnings (TCB Music, 1999)
- Live At Acireale, Vol. 1 & 2, (Red Records, 1989)
- Full Nelson (Sunny Side, 1989)
- Communications (Criss Cross Jazz, 1987) mit Mulgrew Miller
- Brothers Under the Sun (High Note Records, 2017)